# Георг Макензен (награда)
Вижте пояснителната страница за други значения на Макензен.
Литературната награда „Георг Макензен“ (на немски: Georg-Mackensen-Literaturpreis) е учредена през 1960 г. от издателя Георг Макензен и се присъжда ежегодно за най-добър кратък разказ на немски език.
Първоначално наградата възлиза на 3000 DM, а от 1976 г. – на 5000 DM.

## Носители на наградата (подбор)
- Волфдитрих Шнуре, Зигфрид Ленц (1962)
- Мари Луизе Кашниц (1964)
- Юрг Федершпил, Габриеле Воман (1965)
- Адолф Мушг (1967)
- Петер О. Хотевиц (1969)
- Ингеборг Древиц (1970)
- Гюнтер Кунерт (1979)
- Геролд Шпет (1984)